# Rio Quitéria
Rio Quitéria är ett vattendrag i Brasilien.   Det ligger i delstaten Mato Grosso do Sul, i den södra delen av landet, 600 km sydväst om huvudstaden Brasília.
Omgivningen kring Rio Quitéria är en mosaik av jordbruksmark och naturlig växtlighet. Området är ganska glesbefolkat, med 38 invånare per kvadratkilometer.